# Lecontellus sleveni
Lecontellus sleveni là một loài bọ cánh cứng trong họ Nemonychidae. Loài này được Martin miêu tả khoa học đầu tiên năm 1930.